# Vison
Vison ou visom  ou visão é a designação comum de várias espécies de mamíferos mustelídeos do gênero Mustela, especialmente a Mustela vison, que se assemelham às doninhas da América do Norte. Possuem hábitos semi-aquáticos e pelagem macia e luxuriante. Esses animais têm sido mantidos em cativeiro, alimentando o mercado de peles e o mundo da moda.

## Espécies
- Mustela macrodon – Vison-marinho (extinta)
- Mustela vison – Vison-americano
- Mustela lutreola - Vison-europeu

## Ativismo, crueldade e caça
Ativistas pelos direitos animais tem lutado contra essa produção de peles. Entre as acusações contam-se a caça, a morte agonizante, confinamento, maus tratos e crueldade. Depois de anos de campanhas, alguns governos, como o da Inglaterra, têm tomado medidas proibitivas para a restrição de produção dessas peles, mas a prática continua ao redor do globo. Os animais são obtidos através de armadilhas dispostas em locais estratégicos, o que não impede que um animal indesejado seja apanhado. Ele não morre imediatamente, já que a armadilha apenas quebra os ossos, provocando sangramento e apanhando os membros, provocando uma dor de longa duração. O método mais comum de abate, quando o animal é retirado da armadilha, é golpear a cabeça até à morte com uma ferramenta, sendo também recomendado entre os produtores o afogamento.